# Moka Only
Moka Only, pseudonimo di Daniel Denton (Langford, 14 novembre 1973), è un rapper canadese.

## Biografia
Diplomato alla scuola superiore nel 1998 presso la Stratford Central Secondary School, Moka Only iniziò con l'attività di freestyler assieme a K-Prevail, attualmente conosciuto come Prevail degli Swollen Members. I due registrarono diversi demo che furono poi raccolti nell'album dal titolo Splitspheres. Sempre assieme a Prevail, si trasferì a San Diego nel 1994 per collaborare con altri rapper, fece ritorno a Vancouver l'anno successivo dove incontrò Mad Child, emergente MC della scena della città canadese. Il trio Moka-Prevail-Mad decise di fondare un gruppo dopo una festa a casa del primo, chiamando la band Swollen Members.
Questo evento segna anche l'inizio Battleaxe Records, Moka iniziò la propria carriera solista nel 1994 realizzando oltre quindici album guadagnandosi una forte credibilità nella scena dell'underground hip hop scene. Moka è inoltre produttore discografico, cantante e paroliere, lavorando per diversi gruppi quali Perfect Strangers, Swollen Members, Code Name Scorpion, Cryptic Souls Crew, The Dominant Mammals, City Planners, Nowfolk. Moka ha inoltre assunto diversi pseudonimi come Ron Contour, TJ Slim, Mr. Behaviour, Torch, Him Himself and The Durable Mammal.
Moka Only ha attualmente lasciato gli Swollen Members e la Battleaxe Records per lavorare sulla propria carriera solista presso l'etichetta Camobear Records di Josh Martinez.

## Discografia

### Album solista
- 2001: Moka Only is.... Ron Contour
- 2001: Lime Green
- 2002: Flood
- 2003: Lowdown Suite
- 2004: Martian Xmas
- 2005: The Desired Effect
- 2006: The Desired Effect II
- 2006: Dirty Jazz (Giapponese)
- 2006: Station Agent
- 2007: Vermillion

### Collaborazioni
- Moka Only & Ishkan "Nowfolk" - Style Gangsters (1999)
- Moka Only & Jeff Spec "The Rappers" - Rappin' Atchu (1999)
- Moka Only, Prevail, Abstract Rude "Code Name: Scorpion" - Code Name: Scorpion (2001)
- Moka Only & Kirby Dominant "Dominant Mammals" - Super Future Stars (2002)
- Moka Only & Ishkan "Nowfolk" - Nowfolk II "The Moon" (2004)
- Moka Only & Def 3 - Dog River (2007)
- Moka Only & Atsushi Numata - Moka Only Vs. Numata (Japanese) (2007)
- Moka Only & Psy "The Nope" - TBA

### Demo e LP
- Upcoast Relix (1995)
- Dusty Bumps (1996)
- Durable Mammal (1997)
- Fall Collection 97 (1997)
- Apenuts (1998)
- Monster Piece (1998)
- Mount Unpleasant (1999)
- Mr. Behaviour (1999)
- Everyday Details (1999)
- Flow Torch (2000)
- Beauty Is A Free Road (2000)
- Quick Hits (2001)
- Road Life (2001)
- Martian Xmax 2004 (2004)
- Fall Collection 05 (2005)
- Martian Xmas 2005 (2005)
- Creepee Eepee (2006)
- Airport  (2007)
- Creepee Eepee 2 (Myspace exclusive) (2007)

### Compilation
- Defenders of the Underworld
- Battleaxe Warriors
- Battleaxe Warriors II
- Battleaxe Warriors III
- Lyrics of Fury
- Lyrics of Fury II
- Lyrics of Fury III
- A Piece of the Action
- On Top of the World
- Mad Love Compilation
- C**k Dynamics: Sensual Canadian Hip Hop

### Apparizioni ed altri lavori
- Moka Only / Sixtoo - Crystal Senate Split EP (Hand'Solo Records)
- Swollen Members - Bad Dreams
- Swollen Members - Monsters in the Closet
- Swollen Members - Heavy
- Swollen Members - Black Magic
- Living Legends - Angels W.I.T. Dirty Faces
- Sweatshop Union - Natural Progression
- Kyprios - Say Something
- Sunspot Jonz - Only the Strong Shall Survive (Part II)
- Sunspot Jonz - Don't Let 'Em Stop You
- Planet Asia - The Sickness
- The Factor - Time Invested
- DJ Murge - Search and Rescue
- FatJack - Cater 2 the DJ
- Chin - Day Dreaming
- Len - You Can't Stop the Bum Rush
- Westnyle and Raw Blow's Uncut Mixtape Vol.2 westnyle.net
- Fatty Down - Famous Nobody (Production Credit)

## Premi
Dal 2002 al 2004, Moka Only ha vinto tre Juno Awards consecutivi come membro degli Swollen Members.